# 伊藤有壱
伊藤 有壱（いとう ゆういち、1962年 - ）は、日本のアニメーション作家。東京都生まれ。
1985年に東京芸術大学美術学部デザイン科を卒業。日本アニメーション協会理事。東京藝術大学大学院映像研究科アニメーション専攻教授。大阪芸術大学芸術学部キャラクター造形学科客員教授。有限会社アイトゥーン取締役代表。
クレイアニメやCGを使用したアニメーション作品を制作する。

## 作品

### みんなのうた
- ◆は、5分間1曲枠の楽曲（ロングのうた）。
- 1.ひよこぶたのテーマPART2。 / Cocco（2001年8月・9月放送）
- 2.グラスホッパー物語 / 高見のっぽ（2005年12月・2006年1月放送）◆
- 3.ハーイ!グラスホッパー / 高見のっぽ（2007年4月・5月放送）◆

### その他
- ニャッキ!（NHK Eテレ・クレイアニメ）
- HARBOR TALE（ネオクラフトアニメーション）
平成24年（2012年） 第52回ZLIN FILM FESTIVAL アニメーション部門　最優秀賞・観客賞
2012年度（第16回）文化庁メディア芸術祭 アニメーション部門 審査委員会推薦作品
ASIAGRAPH2012 第二部門 動画（アニメーション）作品公募部門 「CGアニメーションシアター」 最優秀作品
Biennial of Animation Bratislava – BAB 2012 特別賞 (Special Mention)
- ドロンコロン（tvk・CGアニメ）
ASIAGRAPH2012 第二部門 動画（アニメーション）作品公募部門 「CGアニメーションシアター」 優秀作品
第36回 オタワ国際アニメーションフェスティバル 子供向けテレビ部門 ノミネート
- ビーナッツ（CGアニメ）
- カスミン（キャラクター原案）
- 宇多田ヒカル（PV『traveling』『SAKURAドロップス』）
- 冬の日（オムニバス）
- 平井堅（PV『キミはともだち』）
- パク・ヨンハ（PV『永遠』）

平成18年度（2006年）（第10回）文化庁メディア芸術祭 アニメーション部門 審査委員会推薦作品
- ニッポンのあそこで（キャラクターデザイン）
- 知っとこ!（毎日放送･OPクレイアニメ）
- ガーデンベア（第33回全国都市緑化よこはまフェア シンボルキャラクター）[1]

### CM作品
- バザールでござーる
- ピンキーモンキー（フレンテ・インターナショナル、現・湖池屋）
- ファミリーマート
- ポン・デ・ライオン（ミスタードーナツ）
- ブルブルくん（わかさ生活）
- 広告ダメダメ3匹（日本広告審査機構 コマ撮りアニメーション総監修）

## 関連人物
- 見里朝希 - 大学院での元教え子[2]。